# Chris Harris (wrestler)
Christopher Eric Harris (ur. 25 grudnia 1973 w Fort Wright) – amerykański wrestler szczególnie znany z występów w Total Nonstop Action, gdzie sześciokrotnie posiadał mistrzostwo drużynowe NWA World Tag Team Championship ze swoim partnerem Jamesem Stormem w ramach tag teamu America’s Most Wanted.

## Kariera wrestlerska

### Wczesna kariera
Christopher Eric Harris urodził się 25 grudnia 1973 roku w Fort Wright w Kentucky. Zanim zaczął karierę wrestlerską, trenował pod okiem Rogera Ruffena w Northern Wrestling Federation.
W 1996 roku stoczył dwie walki w World Wrestling Federation, przeciwko Faarooqowi i Bradshawowi - obie przegrał.
W 2000 roku podpisał kontrakt z World Championship Wrestling i został wysłany do ośrodka szkoleniowego w Nashville. Po raz pierwszy wystąpił w programie telewizyjnym organizacji jako jedna z osób przebranych za Stinga, które rozpraszały prawdziwego Stinga w ringu. Następnie był jobberem w programie WCW WorldWide. Po upadku organizacji w 2001 roku Harris walczył między innymi w Jakked, WXW i MECW.

### Total Nonstop Action (2002–2008)

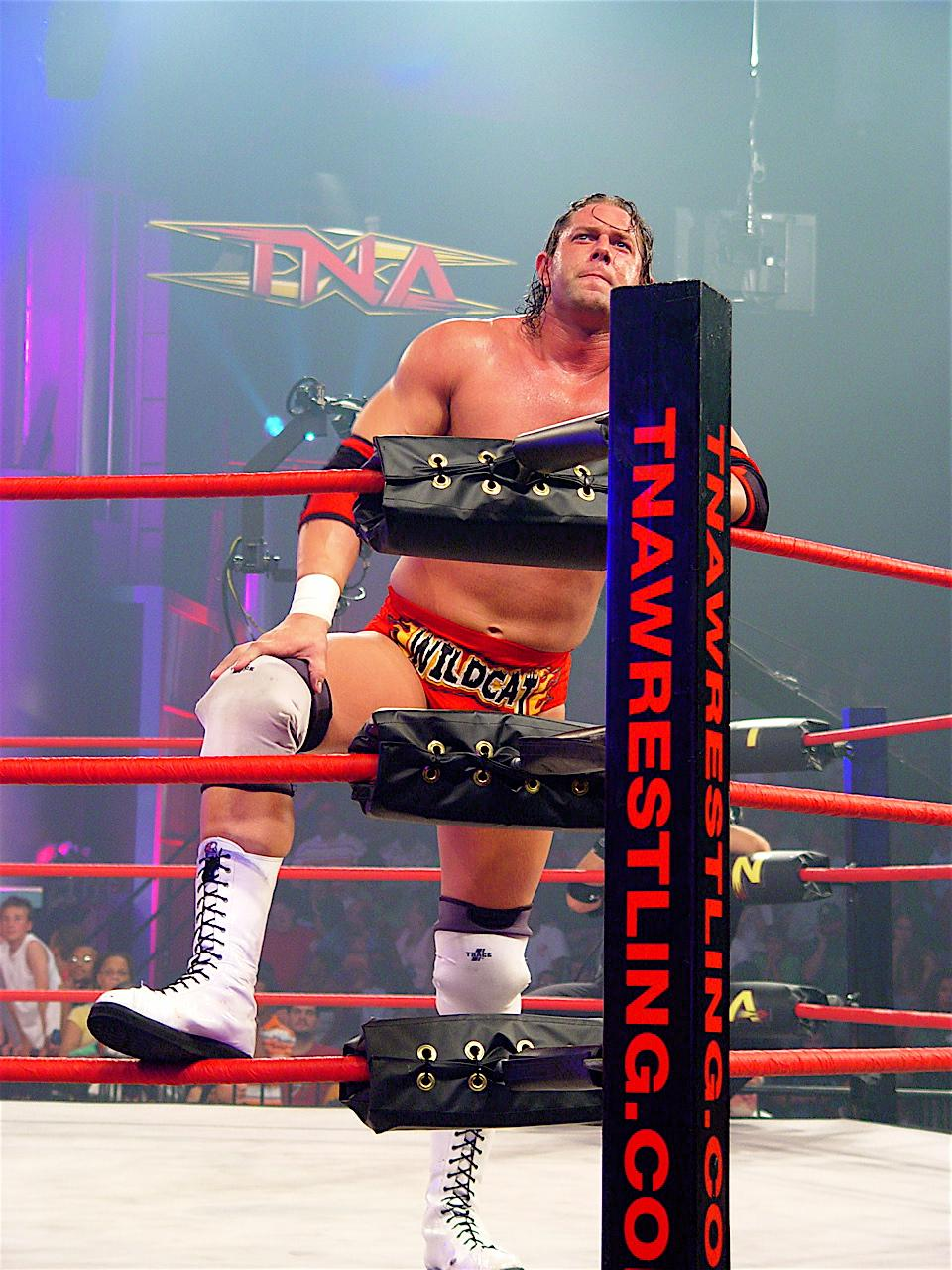
Chris Harris w sierpniu 2007 roku

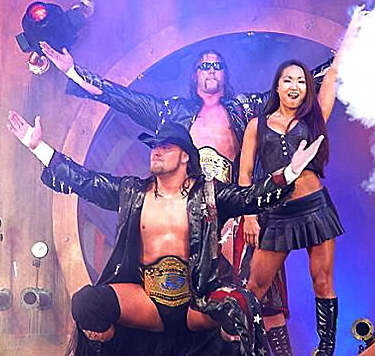
Tag team Americas Most Wanted w towarzystwie Gail Kim (z prawej): Chris Harris (z tyłu) i James Storm (z przodu)

19 czerwca 2002 roku debiutował w Total Nonstop Action (TNA), w pierwszej z walk typu Gauntlet for the Gold. Wkrótce razem z Jamesem Stormem utworzył tag team America’s Most Wanted. Sześciokrotnie udało im się zdobyć NWA World Tag Team Championship. Harris występował też solo przez krótki czas w 2004 roku, kiedy Storm był kontuzjowany i w tym samym roku ponownie zdobył mistrzostwo drużynowe, tym razem z Primetimem. W 2006 roku tag team America’s Most Wanted rywalizował z Latin American Xchange, co doprowadziło do konfliktu między partnerami, ponieważ Harris oskarżał Storma o przyczynienie się do ich porażki.
W 2007 roku, po rozpadzie tag teamu America’s Most Wanted, Chris Harris zaczął  posługiwać się pseudonimem “Wildcat” Chris Harris i przyjął rolę heela w swojej rywalizacji przeciwko Jamesowi Stormowi. Została ona zwieńczona walką typu Texas Deathmatch, który wygrał Harris. Następnie Wildcat kontynuował karierę solową. W tym czasie wyrażał niezadowolenie, ponieważ czuł, że TNA wykorzystywało go zbyt oszczędnie.

### World Wrestling Entertainment (2008)
W lutym 2008 roku podpisał kontrakt z World Wrestling Entertainment (WWE). Występował w programie ECW pod pseudonimem ringowym Braden Walker. W tym czasie drastycznie przybrał na wadze i w celu ukrycia tego, nosił podkoszulek w czasie walk. Miesiąc później firma rozwiązała z nim umowę. Jego jedyne emitowane w telewizji walki w tym czasie to jedna przeciwko Armando Estradzie i jedna przeciwko Jamesowi Curtisowi - obie wygrał. Później wyrażał opinię, że WWE chciało w ten sposób dać do zrozumienia wrestlerom z TNA, że nie warto aplikować.

### Późniejsza kariera
Po 2008 roku Chris Harris walczył w takich organizacjach jak NWF, ASWA i BWCW. Z czasem zaczął rzadko występować i bardziej skoncentrował się na pomaganiu za kulisami. W 2021 roku ponownie wystąpił w programie organizacji TNA, wówczas noszącej nazwę Impact.

## Mistrzostwa i osiągnięcia
- American States Wrestling Alliance
  - ASWA Tag Team Championship (1 raz) – z Abyssem[3]
- CyberSpace Wrestling Federation
  - NWA Cyberspace Heavyweight Championship (1 raz)[3]
  - NWA Cyberspace Tag Team Championship (1 raz) – z Jamesem Stormem[3]
- National Wrestling Alliance
  - NWA North American Heavyweight Championship (1 raz)[3]

- Total Nonstop Action Wrestling
  - NWA World Tag Team Championship (7 razy) – z Jamesem Stormem (6 razy) i z Primetimem (1 raz)[3]
- USA Championship Wrestling
  - USA North American Heavyweight Championship (2 razy)[3]
- World Wrestling Council
  - WWC Tag Team Championship (1 raz) – z Jamesem Stormem[3]